# دیکسی، شهرستان بروکس، جورجیا
دیکسی (به انگلیسی: Dixie) یک منطقهٔ مسکونی در ایالات متحده آمریکا است که در شهرستان بروکس، جورجیا واقع شده‌است. دیکسی ۵۰٫۹ متر بالاتر از سطح دریا واقع شده‌است.